# Nicolas Liez
Nicolas Liez (Neufchâteau, 14 d'octubre de 1809 - Dresden 30 d'agost de 1892) va ser un pintor, escultor i arquitecte luxemburguès recordat, en particular, per les seves litografies d'escenes d'arreu del Gran Ducat i per les seves pintures a l'oli sobre la ciutat de Luxemburg.
Nascut a Neufchâteau en el departament francès de Vosges el 14 d'octubre de 1809, Liez era fill de Marie Weber i d'un sabater, Jean-Joseph Liez. El 1812, quan Nicolas tenia tres anys, la família es va traslladar a Luxemburg, on el seu pare va prendre la nacionalitat luxemburguesa. Després d'anar a l'escola local, Liez va estudiar dibuix amb Jean-Baptiste Fresez a l'École de Disseny, on va ser guardonat amb la medalla de plata el 1827. Va continuar els estudis a Charleroi i Mons a Bèlgica, on va aprendre l'art de la litografia.
La col·lecció de litografies publicades en el seu Voyage pittoresque à travers le Grand Duché de Luxembourg (1834) és considerada una de les seves obres més reeixides.

## Galeria

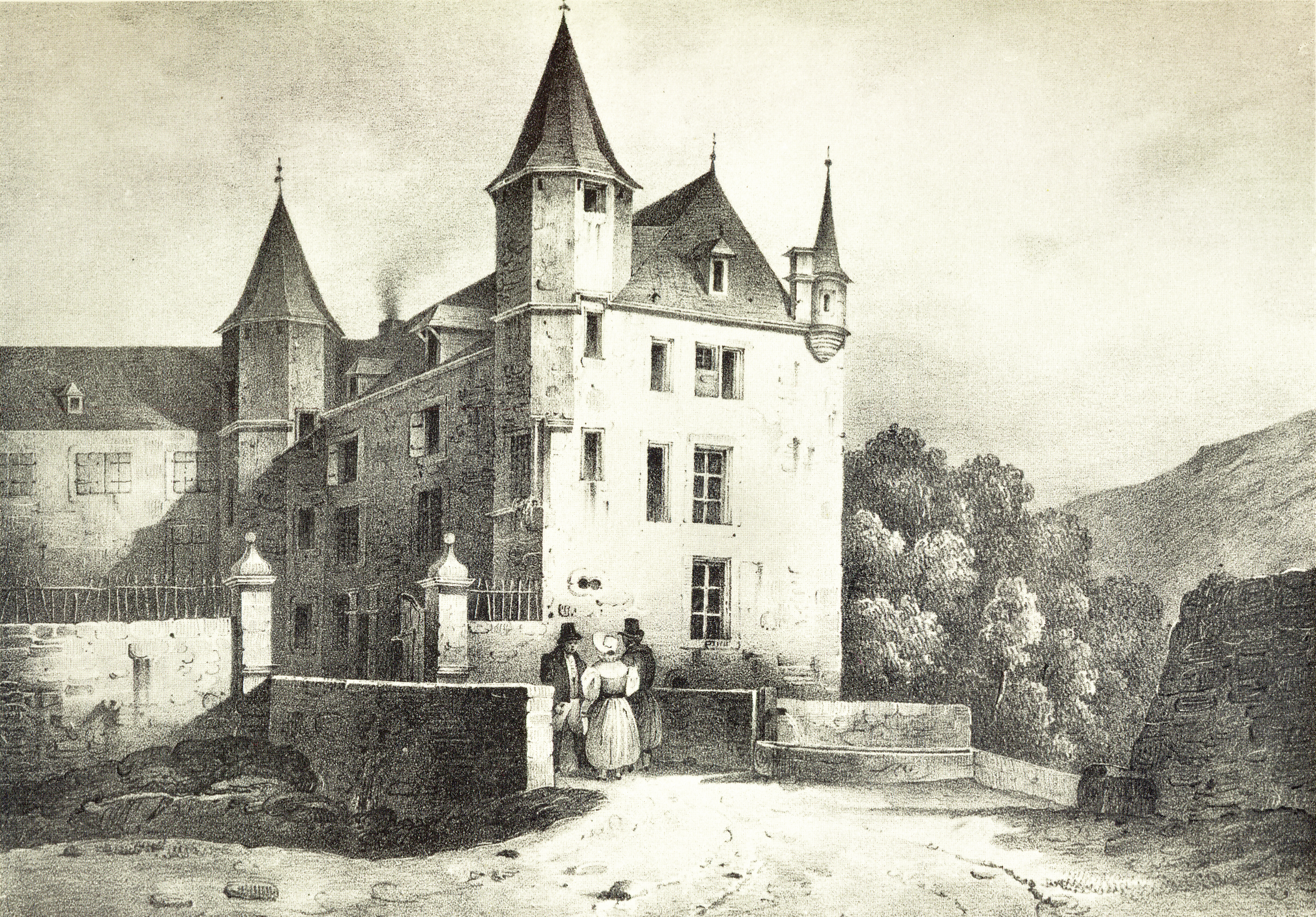
Nico Klopp: Voyage pittoresque à travers le Grand-Duché de Luxembourg (c. 1834)
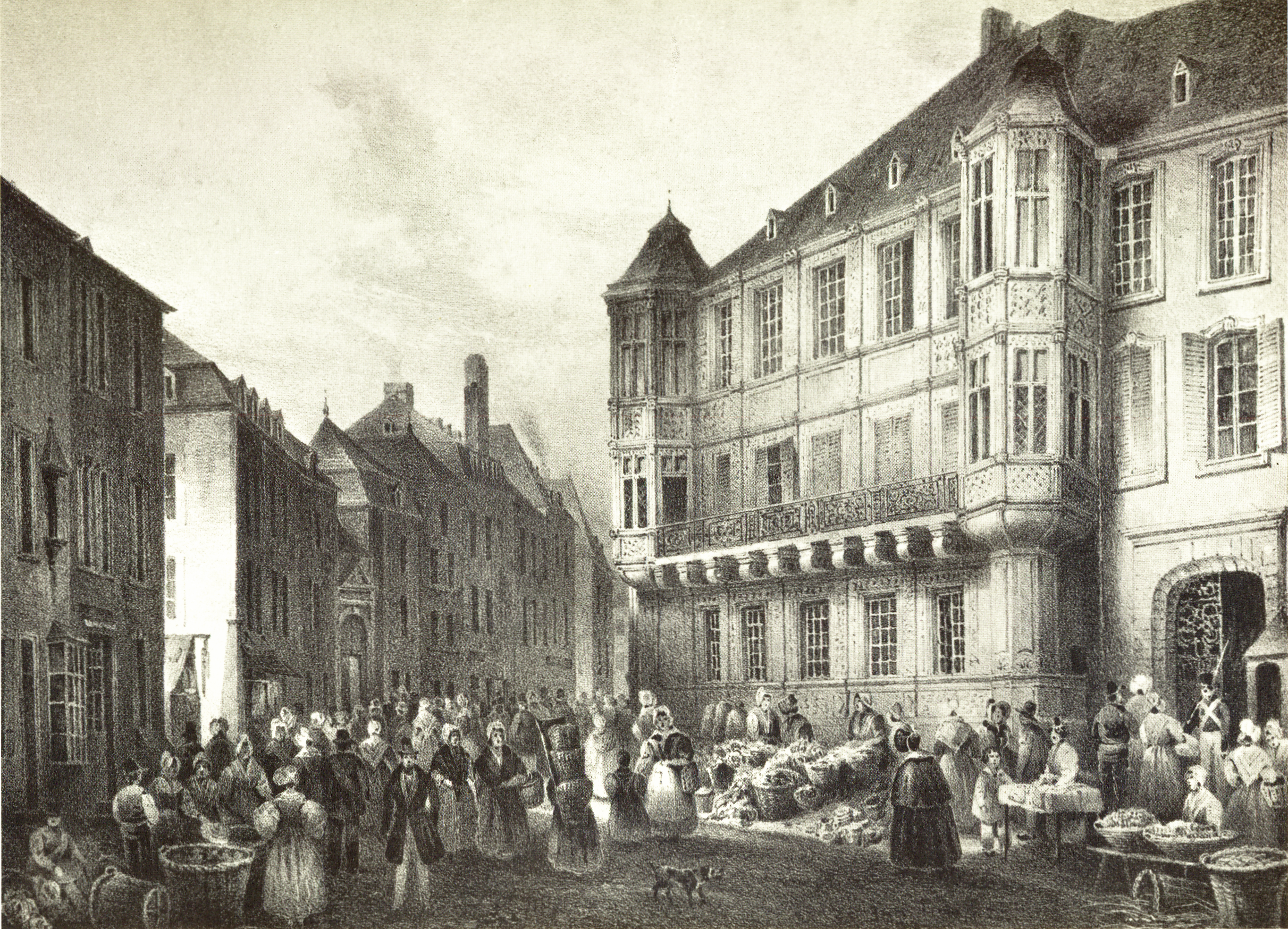
Nicolas Liez: Hôtel du Gouvernement, Luxembourg (c. 1834)
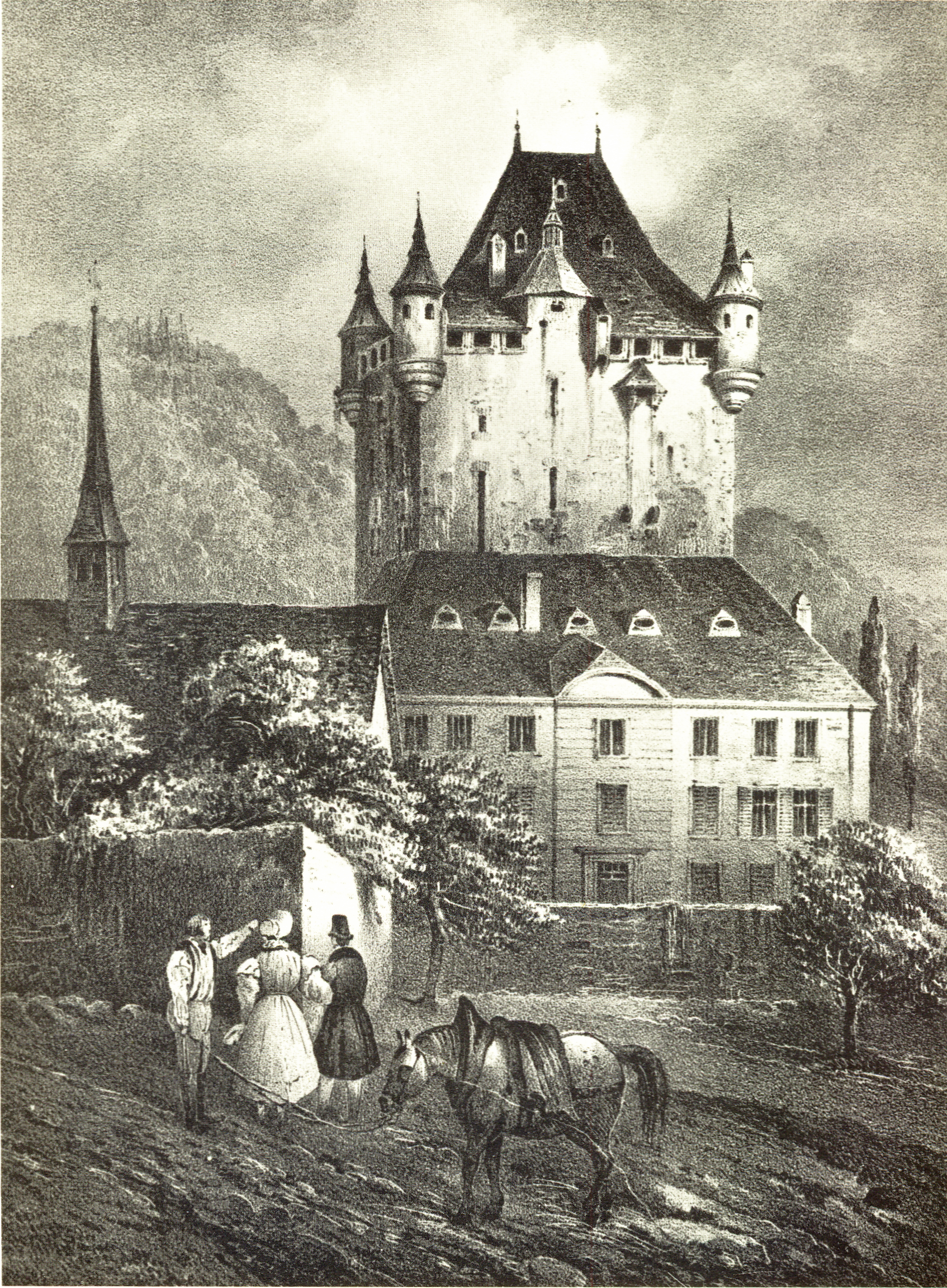
Nicolas Liez: Voyage pittoresque à travers le Grand-Duché de Luxembourg (c. 1834)